# Regensdorf
Regensdorf es una ciudad y comuna suiza del cantón de Zúrich, situada en el distrito de Dielsdorf. Limita al norte con las comunas de Buchs y Niederhasli, al este con Rümlang, al sureste con Zúrich, al sur con Oberengstringen y Unterengstringen, al suroeste con Weiningen, y al oeste con Dällikon.

## Transportes
Ferrocarril
En la comuna existe una estación ferroviaria donde efectúan parada trenes de cercanías pertenecientes a una línea de la red S-Bahn Zúrich.